# Elaphropeza pseudoephippiata
Elaphropeza pseudoephippiata är en tvåvingeart som beskrevs av Raffone 2003. Elaphropeza pseudoephippiata ingår i släktet Elaphropeza och familjen puckeldansflugor. Inga underarter finns listade i Catalogue of Life.